# Alberto Castaldini
Alberto Castaldini (* 27. Juni 1970 in Verona) ist ein italienischer Historiker, Volkskundler und Journalist. Er lehrt an der Babeș-Bolyai-Universität Cluj in Rumänien.

## Leben
Castaldini ist Magister Doktor der Jurisprudenz im Römischen Recht (1995) und Doktor der Philosophie (2012). Er hat an der Università Europea di Roma und an der Universität Verona gelehrt. Von 2006 bis 2010 war er Direktor des Italienischen Kulturinstitutes von Bukarest.
Sein Forschungsschwerpunkt ist das europäische Judentum in der Renaissance. Besonders studiert er die kulturellen und sozialen Aspekte der jüdischen Gemeinschaft und ihre Beziehung zu den Christen und der Kirche. Als Historiker der deutschen Sprachinseln in Italien erforscht er das Brauchtum in den zimbrischen Gemeinden im Veneto und Trentino und die germanischen volkstümlichen Traditionen; sein besonderes Interesse gilt der Volkskunde der deutschsprachigen Minderheiten des Alpenbogens und Osteuropas. Er beschäftigt sich auch mit der Bedeutung des Heiligen Römischen Reiches für die abendländische Kultur. Seine Studien analysieren im Besonderen die kulturellen Beziehungen zwischen Byzanz und dem Deutschen Reich im Mittelalter und die Übernahme der kaiserlichen Symbolik in den Randgebieten beider Kaiserreiche.
Seine Beiträge erscheinen in Fachzeitschriften und auf den Kulturseiten der europäischen Tageszeitungen.

## Mitgliedschaften
- Accademia Nazionale Virgiliana von Mantua (von Kaiserin Maria Theresia 1768 gegründet)
- Akademie der Wissenschaften von Verona
- Accademia Roveretana degli Agiati - Rovereto, Trient
- Historische Lombardische Gesellschaft – Mailand
- Italienische Gesellschaft der Numismatiker – Mailand
- European Association for Jewish Studies (Oxford).
- Istituto per gli Incontri Culturali Mitteleuropei (Gorizia)
- Institut für Geschichte Nicolae Iorga, Rumänische Akademie der Wissenschaften (Bukarest).
- Professor honoris causa "Babes-Bolyai" Universität (Cluj-Napoca)
- Doktor honoris causa "1 Decembrie 1918" Universität (Alba Iulia)
- Eric-Voegelin-Gesellschaft (München)

## Werke (Auswahl)

### Monografien
- Der Kelch des heiligen Johannes. Die Vehrerung des heiligen Evangelisten Johannes in den zimbrisch-deutschen Sprachinseln (Wien, Edition Praesens 1998, Vorwort von Univ.-Prof. Dr. Maria Hornung)
- Il Ghetto di Verona nel Seicento (Verona, Archivio storico della Curia Diocesana, 1997)
- Tradizioni ebraiche in Italia (Mailand, Editrice Àncora, 1999)
- Il segno del giusto. Francesco d’Assisi e l’ebraismo (Reggio Emilia, Diabasis, 2001)
- L’ipotesi mimetica. Contributo a una antropologia dell'ebraismo (Florenz, Olschki 2001)
- Mondi paralleli. Ebrei e cristiani nell'Italia padana dal Medioevo all'Età moderna (Florenz, Olschki 2004)
- Il sacrificio e l’attesa. Scritti sulla tradizione politica di Israele (Mailand, Ares 2005)
- Vocaţia politică a Israelului (Bukarest, Editura Hasefer, 2008)
- La segregazione apparente. Gli Ebrei a Verona nell’età del ghetto (secoli XVI–XVIII) (Florenz, Olschki, 2008)
- Jewish World and Christian Nation in the Romanian Space from the Middle Ages to the Contemporary Age (Bucharest, University Press, 2010)
- Il ballo sotto il tiglio. Scritti sulle minoranze di origine germanica delle Alpi meridionali (Padua, Imprimitur, 2012)
- Il Dio nascosto e la possibilità di Auschwitz. Prospettive filosofiche e teologiche sull'Olocausto (Cluj-Napoca, Centro di Studi Transilvani dell'Accademia Romena delle Scienze, 2016)
- Ipoteza mimetică. Despre evrei și originile modernității (Oradea, Ratio et Revelatio, 2018) ISBN 978-606-8680-65-1
- Lo sguardo su Dio. Frammenti della vocazione ebraica (Esodo 3,6) (postfazione di Guido Ceronetti) (Lavis, La Finestra Editrice, 2018), ISBN 978-88-95925-87-5.
- Cooperatores iniquitatis. Volontà di dominio e negazione dell'altruità (Cluj-Napoca, Presa Universitară Clujeană, 2019), ISBN 978-606-37-0539-7.
- Contra Genesim. Sugli ebrei e la rifondazione antropologica del nazionalsocialismo. Franco Angeli, Mailand 2019, ISBN 978-88-917792-2-9 (italienisch).
- Dolore del mondo e mistero di iniquità. Il male in Romani 8,18-39. Aracne, Roma 2020, ISBN 978-88-255-2586-1.
- Comunità e Destino (Malè, Centro Studi per la Val di Sole, 2020)
- Il paradigma di Abramo. Tre scritti sul padre dei credenti, mit einer Anmerkung von Joseph Ratzinger-Benedetto XVI (Livorno, Belforte, 2021) ISBN 978-88-746-7191-5
- L'adesione diabolica. Una sfida antica fra dannazione e salvezza (Mailand, Sugarco, 2023) ISBN 978-88-719-8806-1
- Contra Genezei. Antropopoieza, evreii și național-socialismul (Oradea, Ratio et Revelatio, 2023) ISBN 978-606-9659-76-2

### Herausgeberschaft
- Editoria scrigno di cultura: la Casa editrice Leo S. Olschki. Per il 40° anniversario della morte di Aldo Olschki. Atti della Giornata di studio organizzata dall’Accademia Nazionale Virgiliana e dalla Casa editrice Leo S. Olschki (Mantova, Teatro Accademico del Bibiena, 22 marzo 2003), [Schriften von Claudio Gallico, Alessandro Olschki, Vittore Branca, Carlo Ossola, Luigi Balsamo, Giorgio Bernardi Perini, Mario Artioli, Alberto Castaldini. Testimonianze di Luigi Firpo, Eugenio Garin, Marcella Olschki, Roberto Ridolfi] (Florenz, Olschki, 2004: Collana dell’Accademia Nazionale Virgiliana di Scienze Lettere e Arti, Serie Miscellanea, n. 15)
- Das Völkermanifest Kaiser Karls vom 16. Oktober 1918 (Übersetzung und Kommentar), “Nova Historica”, Rom, 12 (2005), pp. 32–33
- Il Gioco della Signora. La strega, il rito e la magia. Scritti inediti e rari di Giovanni Tassoni (Mantua, Edizioni Tre Lune, 2005)
- L’eredità di Traiano. La tradizione istituzionale romano-imperiale nella storia dello spazio romeno. Atti del Convegno internazionale di studi – Bucarest, Istituto Italiano di Cultura – Accademia Romena, 6–7 giugno 2007 (Bukarest, Istituto Italiano di Cultura, 2008)
- Antonio Possevino, i Gesuiti e la loro eredità culturale in Transilvania. Atti della Giornata di Studio (Cluj-Napoca, 4 dicembre 2007) (Rom, Institutum Historicum Societatis Iesu, 2009 [Biblioteca Historica Societatis Iesu, 67])